# Koekelberg
Koekelberg  es uno de los diecinueve municipios de la Región de Bruselas-Capital. El 1 de enero de 2022 contaba con 22.023 habitantes, el área total es de 1,17 km², lo que supone una densidad de población de 18.823 habitantes por km².
Limita con los municipios de Jette, Molenbeek-Saint-Jean, Ganshoren y Berchem-Sainte-Agathe.
En él se sitúa la Basílica del Sagrado Corazón.

## Demografía

### Evolución
Todos los datos históricos relativos al actual municipio, el siguiente gráfico refleja su evolución demográfica.
| Gráfica de evolución demográfica de Koekelberg entre 1846 y 2022 |
|                                                                  |

## Ciudades hermanadas
- Hyères (Francia)
- Sanlúcar de Barrameda (España)
- Santarém (Portugal)
- Glostrup (Dinamarca)
- Borsele (Países Bajos)
- Bournemouth (Reino Unido)
- Egio (Grecia)

## Enlaces externos

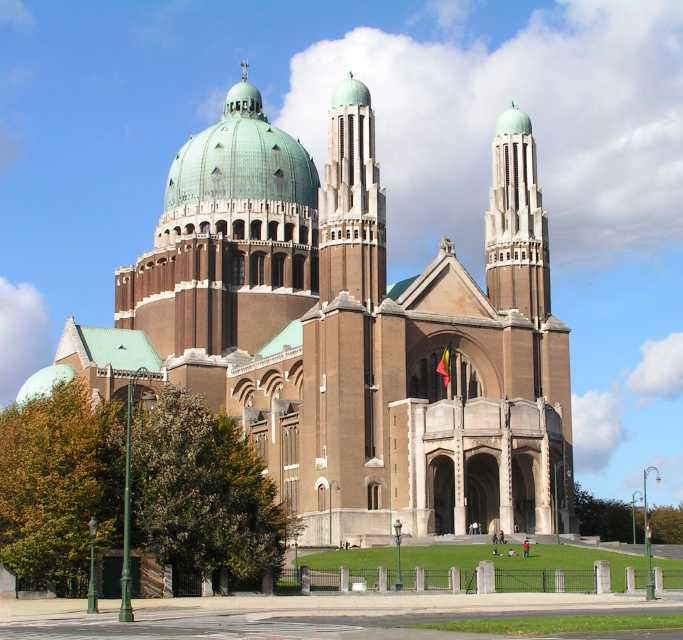
Basílica del Sagrado Corazón